# Levels (Avicii)
Levels (ook geschreven als Le7els) is een single van de Zweedse dj Avicii. De zangstem in het nummer komt uit het lied Something's Got a Hold on Me van zangeres Etta James.

## Geschiedenis
Het nummer kwam op 28 oktober 2011 uit bij de Universal Music Group. Het nummer reikt hoog in de hitlijsten in Europa en de Verenigde Staten.

## Tracklist
| Nr. | Titel                            | Duur |
| --- | -------------------------------- | ---- |
| 1.  | Levels (Radio edit)              | 3:19 |
| 2.  | Levels (Original version)        | 5:37 |
| 3.  | Levels (Instrumental radio edit) | 3:19 |
| 4.  | Levels (Instrumental version)    | 5:38 |

| Nr. | Titel                         | Duur |
| --- | ----------------------------- | ---- |
| 1.  | Levels (Radio edit)           | 3:20 |
| 2.  | Levels (Original version)     | 5:37 |
| 3.  | Levels (Instrumental version) | 6:42 |

| Nr. | Titel                                   | Duur |
| --- | --------------------------------------- | ---- |
| 1.  | Levels (Skrillex remix)                 | 4:41 |
| 2.  | Levels (Clockwork remix)                | 6:25 |
| 3.  | Levels (Cazzette's NYC Mode Mix)        | 5:54 |
| 4.  | Levels (Cazzette's NYC Mode Radio Edit) | 3:37 |

## Hitnoteringen

### Nederlandse Top 40
| Hitnotering: 08-10-2011 t/m 17-03-2012 | Hitnotering: 08-10-2011 t/m 17-03-2012 | Hitnotering: 08-10-2011 t/m 17-03-2012 | Hitnotering: 08-10-2011 t/m 17-03-2012 | Hitnotering: 08-10-2011 t/m 17-03-2012 | Hitnotering: 08-10-2011 t/m 17-03-2012 | Hitnotering: 08-10-2011 t/m 17-03-2012 | Hitnotering: 08-10-2011 t/m 17-03-2012 | Hitnotering: 08-10-2011 t/m 17-03-2012 | Hitnotering: 08-10-2011 t/m 17-03-2012 | Hitnotering: 08-10-2011 t/m 17-03-2012 | Hitnotering: 08-10-2011 t/m 17-03-2012 | Hitnotering: 08-10-2011 t/m 17-03-2012 | Hitnotering: 08-10-2011 t/m 17-03-2012 |
| Week:                                  | 1                                      | 2                                      | 3                                      | 4                                      | 5                                      | 6                                      | 7                                      | 8                                      | 9                                      | 10                                     | 11                                     | 12                                     | 13                                     |
| -------------------------------------- | -------------------------------------- | -------------------------------------- | -------------------------------------- | -------------------------------------- | -------------------------------------- | -------------------------------------- | -------------------------------------- | -------------------------------------- | -------------------------------------- | -------------------------------------- | -------------------------------------- | -------------------------------------- | -------------------------------------- |
| Positie:                               | 39                                     | 27                                     | 26                                     | 24                                     | 15                                     | 4                                      | 4                                      | 4                                      | 5                                      | 6                                      | 8                                      | 8                                      | 10                                     |
| Week:                                  | 14                                     | 15                                     | 16                                     | 17                                     | 18                                     | 19                                     | 20                                     | 21                                     | 22                                     | 23                                     | 24                                     |                                        |                                        |
| Positie:                               | 12                                     | 16                                     | 16                                     | 21                                     | 22                                     | 22                                     | 24                                     | 25                                     | 30                                     | 39                                     | 40                                     | uit                                    |                                        |

### Single Top 100
| Hitnotering: (week 1 t/m 25) 05-11-2011 t/m 21-04-2012 Hitnotering: (week 26 t/m 28) 28-04-2018 t/m 12-05-2018 | Hitnotering: (week 1 t/m 25) 05-11-2011 t/m 21-04-2012 Hitnotering: (week 26 t/m 28) 28-04-2018 t/m 12-05-2018 | Hitnotering: (week 1 t/m 25) 05-11-2011 t/m 21-04-2012 Hitnotering: (week 26 t/m 28) 28-04-2018 t/m 12-05-2018 | Hitnotering: (week 1 t/m 25) 05-11-2011 t/m 21-04-2012 Hitnotering: (week 26 t/m 28) 28-04-2018 t/m 12-05-2018 | Hitnotering: (week 1 t/m 25) 05-11-2011 t/m 21-04-2012 Hitnotering: (week 26 t/m 28) 28-04-2018 t/m 12-05-2018 | Hitnotering: (week 1 t/m 25) 05-11-2011 t/m 21-04-2012 Hitnotering: (week 26 t/m 28) 28-04-2018 t/m 12-05-2018 | Hitnotering: (week 1 t/m 25) 05-11-2011 t/m 21-04-2012 Hitnotering: (week 26 t/m 28) 28-04-2018 t/m 12-05-2018 | Hitnotering: (week 1 t/m 25) 05-11-2011 t/m 21-04-2012 Hitnotering: (week 26 t/m 28) 28-04-2018 t/m 12-05-2018 | Hitnotering: (week 1 t/m 25) 05-11-2011 t/m 21-04-2012 Hitnotering: (week 26 t/m 28) 28-04-2018 t/m 12-05-2018 | Hitnotering: (week 1 t/m 25) 05-11-2011 t/m 21-04-2012 Hitnotering: (week 26 t/m 28) 28-04-2018 t/m 12-05-2018 | Hitnotering: (week 1 t/m 25) 05-11-2011 t/m 21-04-2012 Hitnotering: (week 26 t/m 28) 28-04-2018 t/m 12-05-2018 | Hitnotering: (week 1 t/m 25) 05-11-2011 t/m 21-04-2012 Hitnotering: (week 26 t/m 28) 28-04-2018 t/m 12-05-2018 | Hitnotering: (week 1 t/m 25) 05-11-2011 t/m 21-04-2012 Hitnotering: (week 26 t/m 28) 28-04-2018 t/m 12-05-2018 | Hitnotering: (week 1 t/m 25) 05-11-2011 t/m 21-04-2012 Hitnotering: (week 26 t/m 28) 28-04-2018 t/m 12-05-2018 | Hitnotering: (week 1 t/m 25) 05-11-2011 t/m 21-04-2012 Hitnotering: (week 26 t/m 28) 28-04-2018 t/m 12-05-2018 | Hitnotering: (week 1 t/m 25) 05-11-2011 t/m 21-04-2012 Hitnotering: (week 26 t/m 28) 28-04-2018 t/m 12-05-2018 |
| Week: | 1 | 2 | 3 | 4 | 5 | 6 | 7 | 8 | 9 | 10 | 11 | 12 | 13 | 14 | 15 |
| --- | --- | --- | --- | --- | --- | --- | --- | --- | --- | --- | --- | --- | --- | --- | --- |
| Positie: | 3 | 5 | 7 | 11 | 13 | 13 | 17 | 18 | 14 | 14 | 19 | 31 | 26 | 22 | 32 |
| Week: | 16 | 17 | 18 | 19 | 20 | 21 | 22 | 23 | 24 | 25 | | 26 | 27 | 28 | |
| Positie: | 35 | 36 | 43 | 48 | 53 | 54 | 51 | 56 | 70 | 85 | uit | 18 | 39 | 82 | uit |

### Mega Top 50
Hitnotering: week 40 2011 t/m week 9 2012. Hoogste notering: #5 (1 week).

### Dance 15
In 2011 stond het nummer op de hoogste positie in de Dance 15 van The X Vibe, een jaarlijkse hitlijst met de populairste dancenummers van het jaar. In 2012 kwam het opnieuw in de jaarlijst terecht, toen op plek 13. Dat een plaat twee jaar op rij in de Dance 15 staat gebeurt nauwelijks. 

### Vlaamse Ultratop 50
| Hitnotering: (Week 1 t/m 26) 12-11-2011 t/m 05-05-2012 Hitnotering: (Week 27) 23-06-2012 | Hitnotering: (Week 1 t/m 26) 12-11-2011 t/m 05-05-2012 Hitnotering: (Week 27) 23-06-2012 | Hitnotering: (Week 1 t/m 26) 12-11-2011 t/m 05-05-2012 Hitnotering: (Week 27) 23-06-2012 | Hitnotering: (Week 1 t/m 26) 12-11-2011 t/m 05-05-2012 Hitnotering: (Week 27) 23-06-2012 | Hitnotering: (Week 1 t/m 26) 12-11-2011 t/m 05-05-2012 Hitnotering: (Week 27) 23-06-2012 | Hitnotering: (Week 1 t/m 26) 12-11-2011 t/m 05-05-2012 Hitnotering: (Week 27) 23-06-2012 | Hitnotering: (Week 1 t/m 26) 12-11-2011 t/m 05-05-2012 Hitnotering: (Week 27) 23-06-2012 | Hitnotering: (Week 1 t/m 26) 12-11-2011 t/m 05-05-2012 Hitnotering: (Week 27) 23-06-2012 | Hitnotering: (Week 1 t/m 26) 12-11-2011 t/m 05-05-2012 Hitnotering: (Week 27) 23-06-2012 | Hitnotering: (Week 1 t/m 26) 12-11-2011 t/m 05-05-2012 Hitnotering: (Week 27) 23-06-2012 | Hitnotering: (Week 1 t/m 26) 12-11-2011 t/m 05-05-2012 Hitnotering: (Week 27) 23-06-2012 | Hitnotering: (Week 1 t/m 26) 12-11-2011 t/m 05-05-2012 Hitnotering: (Week 27) 23-06-2012 | Hitnotering: (Week 1 t/m 26) 12-11-2011 t/m 05-05-2012 Hitnotering: (Week 27) 23-06-2012 | Hitnotering: (Week 1 t/m 26) 12-11-2011 t/m 05-05-2012 Hitnotering: (Week 27) 23-06-2012 | Hitnotering: (Week 1 t/m 26) 12-11-2011 t/m 05-05-2012 Hitnotering: (Week 27) 23-06-2012 | Hitnotering: (Week 1 t/m 26) 12-11-2011 t/m 05-05-2012 Hitnotering: (Week 27) 23-06-2012 |
| Week:                                                                                    | 1                                                                                        | 2                                                                                        | 3                                                                                        | 4                                                                                        | 5                                                                                        | 6                                                                                        | 7                                                                                        | 8                                                                                        | 9                                                                                        | 10                                                                                       | 11                                                                                       | 12                                                                                       | 13                                                                                       | 14                                                                                       | 15                                                                                       |
| ---------------------------------------------------------------------------------------- | ---------------------------------------------------------------------------------------- | ---------------------------------------------------------------------------------------- | ---------------------------------------------------------------------------------------- | ---------------------------------------------------------------------------------------- | ---------------------------------------------------------------------------------------- | ---------------------------------------------------------------------------------------- | ---------------------------------------------------------------------------------------- | ---------------------------------------------------------------------------------------- | ---------------------------------------------------------------------------------------- | ---------------------------------------------------------------------------------------- | ---------------------------------------------------------------------------------------- | ---------------------------------------------------------------------------------------- | ---------------------------------------------------------------------------------------- | ---------------------------------------------------------------------------------------- | ---------------------------------------------------------------------------------------- |
| Positie:                                                                                 | 7                                                                                        | 5                                                                                        | 6                                                                                        | 9                                                                                        | 10                                                                                       | 8                                                                                        | 8                                                                                        | 5                                                                                        | 4                                                                                        | 5                                                                                        | 4                                                                                        | 4                                                                                        | 6                                                                                        | 7                                                                                        | 11                                                                                       |
| Week:                                                                                    | 16                                                                                       | 17                                                                                       | 18                                                                                       | 19                                                                                       | 20                                                                                       | 21                                                                                       | 22                                                                                       | 23                                                                                       | 24                                                                                       | 25                                                                                       | 26                                                                                       |                                                                                          | 27                                                                                       |                                                                                          |                                                                                          |
| Positie:                                                                                 | 11                                                                                       | 23                                                                                       | 17                                                                                       | 29                                                                                       | 34                                                                                       | 38                                                                                       | 32                                                                                       | 35                                                                                       | 47                                                                                       | 49                                                                                       | 46                                                                                       | uit                                                                                      | 49                                                                                       | uit                                                                                      |                                                                                          |

### NPO Radio 2 Top 2000
| Nummer met noteringen in de NPO Radio 2 Top 2000 | '18 | '19 | '20 | '21 | '22 | '23 | '24 |
| ------------------------------------------------ | --- | --- | --- | --- | --- | --- | --- |
| Levels                                           | 260 | 392 | 445 | 433 | 505 | 568 | 569 |

1. ↑  Een vetgedrukt getal geeft de hoogste notering aan.
2. ↑  2018 was het eerste jaar met een notering voor dit nummer.

- MusicBrainz release group: 3ed4cd58-5ef4-4a30-a828-357c102cf4c6
- MusicBrainz work: 29ed157d-a9d2-4a19-8e3d-fd22f11beeec